# Temnotrema pulchellum
Temnotrema pulchellum is een zee-egel uit de familie Temnopleuridae.
De wetenschappelijke naam van de soort werd in 1904 gepubliceerd door Theodor Mortensen.